# 地平圈
- 關於地理上所指的地面与天空的分界线，請見「地平线」。

天球的示意图，图中红线所在的大圆为地平圈，Z点为天顶，NWES四点为四方点

地平圈（英語：horizon），指地平坐标系的基面截于天球所得到的大圆，亦可表述为天球上与铅垂线垂直的大圆。地平圈将天球分为两部分，包含天顶的是可见部分，包含天底的是不可见部分。四方点是地平圈与子午圈和卯酉圈的交点。
地平圈可以用于定义天体的方位角，一个天体的方位角是从北点算起，沿顺时针方向到该天体在地平圈上的投影的弧距。
天球上与地平圈相平行的大圆被称为等高圈。